# Talg (sekret)
Talg (latin: sebum) är en substans som produceras hos däggdjuren i talgkörtlar, som finns i läderhuden. Talg håller huden mjuk och smidig. Mycket talg ger oljig hy och kan ge en grogrund för exempelvis akne i tonåren. 